# 튀르키예어

튀르키예어(Türkçe 튀르크체[*])는 튀르크어족에 속하는 언어로, 튀르키예, 키프로스, 아제르바이잔, 독일 등에서 쓰이며, 교착어이다. 전 세계적으로 약 6300만 명이 모어로 사용하며, 튀르키예 내 소수 민족 등 공용어로 쓰는 인구를 포함하면 약 8천만 명이 사용하는 언어이다.
튀르키예어의 기원은 중앙아시아에서 찾을 수 있는데, 튀르키예어와 같이 튀르크어들은 밀접한 상호유사성을 가진다. 8세기에 오르혼과 예니세이강에 발견되는 튀르크 비문에서 거의 변하지 않았다. 현대 튀르키예어는 아시아와 유럽에 걸친 제국인 오스만 제국의 행정 공용어이자 문학어로 쓰였던 오스만 튀르크어로, 오스만 제국의 세력이 팽창함에 따라 오스만 튀르크어의 세력도 확장되었다. 1928년, 튀르키예 공화국 초기에 무스타파 케말 아타튀르크가 주도한 개혁의 일환으로 시행된 문자 개혁에 의해 전통적으로 오스만 튀르크 문자로 쓰였던 튀르키예의 튀르키예어는 라틴 문자를 토대로 약간의 변형을 가한 튀르키예어 로마자로 쓰이게 되었다. 이 무렵 창건된 튀르키예어학회가 튀르키예어의 개혁과 표준화를 주도하였다.
튀르키예어의 주된 특징은 모음 조화와 광범위한 교착 현상(agglutination)이다. 기본 어순은 SOV형이고, 명사의 문법적 성을 구별하지 않는다. 경어가 약간 사용되며, 화자와 청자의 관계에 따라 2인칭 대명사를 다르게 사용하는 T-V 구별이 있다. 즉, 친칭으로 단수 2인칭 대명사 'sen', 경칭으로 복수 2인칭 대명사 'siz'를 사용하며, 극히 드문 경우 최고의 존경심을 표현하기 위해 복수 2인칭 대명사에 다시 명사의 복수 표지를 겹친 'sizler'도 사용한다.

## 분류
튀르키예어는 튀르크어족의 남서튀르크어파 혹은 오구즈어파에 속하는 언어로, 오구즈어파에 속하는 다른 언어인 아제르바이잔어나 가가우즈어 등과 가까운 관계이다. 일부 언어학자들은 튀르키예어가 튀르크어족보다 포괄적인 분류인 알타이어족에 포함된다고 주장하며, 이를 포함하는 보다 넓은 분류인 우랄알타이어족에 포함된다는 학설이 있다. 튀르크어족에 속하는 언어 화자의 약 40% 가량은 튀르키예어 화자이다. 튀르키예어의 특징인 모음 조화, 교착 현상, 문법적 성의 결여 등은 튀르크어족에 속하는 언어들이 보이는 보편적인 속성이다. 오구즈어파의 언어들은 방언 차이가 크지 않고 규칙적이어서, 아제르바이잔어, 가가우즈어, 투르크멘어, 카슈카이어 등 오구즈어파의 언어 화자는 튀르키예어 화자와 상당 수준 의사소통이 가능하다.

## 문자
튀르키예어는 현재 총 29자의 로마 문자를 사용하고 있으나 1928년 문자 개혁이 이루어지기 전까지는 오스만 튀르키예어와 같이 아랍 문자가 사용되었다.

## 역사
고대 튀르키예어는 몽골의 오르혼강 유역에서 발견된 비문( 흔히 돌궐비문이라 알려져 있다.)의 돌궐 문자로 기록된 비문 기록에 사용된 튀르크어를 가리킨다. 이 비문들은 7∼8세기에 기록된 것으로서, 그 당시 돌궐제국은 오르혼강 유역의 툴라(Tula) 지방 및 세렌카 강변 등지를 주요 근거지로 삼고 있었다. 따라서 주로 돌궐족이 이 비문에 기록된 언어를 사용하였고, 또한 이것이 오늘날의 튀르키예어 형성에 영향을 미쳤다고 보고 있다. 실제로 돌궐비문에 쓰인 돌궐 문자를 해독하면 현재 로마자 표기의 튀르키예어가 쓰는 그것과 뜻이 일치한다고 한다. (돌궐비문에서 이들은 자기 자신을 Gök Türk라고 지칭했다.)

## 용례
| 한국어 Korece                     | 튀르키예어 Türkçe                    | 듣기 dinle         |
| --------------------------------- | ------------------------------------ | ------------------ |
| 아침인사                          | Günaydın.                            | 듣기 (도움말·정보) |
| 낮인사                            | İyi günler.                          |                    |
| 저녁인사                          | İyi akşamlar.                        | 듣기 (도움말·정보) |
| 잘 자요.                          | İyi geceler.                         | 듣기 (도움말·정보) |
| 네.                               | Evet.                                |                    |
| 아니요.                           | Hayır.                               |                    |
| 어서오세요.                       | Hoş geldiniz.                        |                    |
| 네, 반갑습니다.                   | Hoş bulduk. ("Hoş geldiniz."의 대답) |                    |
| 어떻게 지내?(친한 사이, 연하에게) | Nasılsın?                            |                    |
| 어떻게 지내세요?(초면, 연상에게)  | Nasılsınız?                          |                    |
| 저는 잘 지내요. 당신은요?         | İyiyim. Siz nasılsınız?              |                    |
| 저도 잘 지내요.                   | Ben de iyiyim.                       |                    |
| 실례합니다.                       | Affedersiniz                         |                    |
| 부탁합니다.(영어: please)         | Lütfen.                              |                    |
| 천만에요.                         | Bir şey değil.                       |                    |
| 안녕(하세요)!                     | Merhaba!                             | 듣기 (도움말·정보) |
| 여보세요.(전화)                   | Alo.                                 |                    |
| 감사합니다.                       | Teşekkür ederim.                     |                    |
| 안녕히 계세요.                    | Hoşça kalın.                         |                    |
| 미안합니다.                       | Üzgünüm.                             |                    |
| 죄송합니다.                       | Özür dilerim.                        |                    |
| 축하합니다!                       | Tebrikler!                           |                    |
| 너를 사랑해.                      | Seni seviyorum.                      | 듣기 (도움말·정보) |
| 생선, 물고기                      | Balık                                |                    |
| 나무                              | Ağaç                                 |                    |
| 물, 수 (한자로, 수영)             | Su                                   |                    |
| 불                                | Ateş                                 |                    |
| 전기                              | Elektronik                           |                    |
| 쌀                                | Pirinç                               |                    |
| 도시                              | Şehir, Kent                          |                    |
| 저녁                              | Akşam                                |                    |
| 남자(영어: Man)                   | Adam                                 |                    |
| 여자(영어: Woman)                 | Kadın                                |                    |
| 소년(영어: Boy)                   | Erkek                                |                    |
| 소녀(영어: Girl)                  | Kız                                  |                    |
| 월요일                            | Pazartesi                            | 듣기 (도움말·정보) |
| 화요일                            | Salı                                 | 듣기 (도움말·정보) |
| 수요일                            | Çarşamba                             | 듣기 (도움말·정보) |
| 목요일                            | Perşembe                             | 듣기 (도움말·정보) |
| 금요일                            | Cuma                                 | 듣기 (도움말·정보) |
| 토요일                            | Cumartesi                            | 듣기 (도움말·정보) |
| 일요일                            | Pazar                                | 듣기 (도움말·정보) |

## 사용 국가
- 튀르키예 (국가의 공용어.)
- 그리스 (제2언어 등으로 사용.)
- 불가리아 (제2언어 등으로 사용.)
- 아제르바이잔 (제2언어 등으로 사용하며, 나히체반 공화국 지역에서 다수 사용.)
- 아르메니아 (제2언어 등으로 사용.)
- 미국 (튀르키예계 이주민이 약간 사용.)
- 캐나다 (튀르키예계 이주민이 약간 사용.)
- 알바니아 (제2언어 등으로 사용.)
- 조지아 (제2언어 등으로 사용.)
- 독일 (독일에 거주하는 튀르키예계 이주민이 사용.)
- 대한민국 (한국 내 튀르키예계 이주민이 약간 사용.)

## 튀르키예어에 대한 의견
언어학자들은 튀르키예어와 한국어가 같은 알타이어족에 속한다고 주장하고 있다. 기본적으로 어휘 자체가 유사하지는 않지만 문법적으로 유사한 점이 많다. 어순을 보면 한국어와 거의 같지만 다른 점이 몇 가지 있다. 그러나 튀르키예어는 아제르바이잔어 및 카자흐어와 같은 다른 튀르크어족과 유사한 언어이다.
benim okulumda dört öğrenci var. (내 학교에서 학생이 네 명 있다.)
- benim = 나의
- okulumda =나의학교에서
- dört = 넷
- öğrenci = 학생 (복수형인 öğrenciler이 있지만 숫자가 먼저 나올 경우에 단수형을 쓴다.)
- var = 있다

이 문장에서 동사가 마지막에 나오는 것이 한국어와 같지만, 소유격을 쓸 때 소유하는 것의 모습이 변하면서(한국어의 나가 나의로 바뀌는 것처럼) 소유되는 것도 변한다. benim은 '나의', okul은 '학교'이지만, benim okul이라고 하지 않고 '학교'인 okul도 1인칭 ben과 함께 okulum으로 바뀐다.

### 있다, 없다
인도 유럽어족은 가지고 있다를 'have' 로 사용하나 튀르키예어는 'have'라는 단어가 없이 '있다' '없다'로 표기한다. 한국어와 일본어 같이, 튀르키예어에는 '있다'와 '없다'를 표현하기 위한 동사가 두 가지 있다. 튀르키예어에서 '있다'는 var, '없다'는 yok을 사용한다. 이 점은 인도유럽언어들이 '있다'라는 동사에 부정형인 not(영어: I do not have), no(스페인어: no tengo), ikke(노르웨이어: jeg har ikke) 등을 쓰는 것과 다르다. 튀르키예어는 아제르바이잔어와 다른 튀르크어족과 비교하면 유사한 문법을 지닌다.

## 같이 보기
- 튀르키예어 로마자

## 참고 문헌
- A. 딜라차르, 최한우 역, 《터키 언어사》, 한반도국제대학원대학교 출판부, 2011.
- Katzner, Kenneth (March 2002). Languages of the World(third edition). Routledge, an imprint of Taylor & Francis Books Ltd.. ISBN 978-0-415-25004-7.